# Andrea Martí
Andrea Martí  (Mexikóváros, Mexikó, 1987. augusztus 31. –) mexikói színésznő.

## Élete és pályafutása
1987. augusztus 31-én született Mexikóvárosban. Karrierjét 2008-ban kezdte a Pobre rico...pobre című sorozatban. 2009-ben kapta meg élete első főszerepet a Mujer comprada című sorozatban José Ángel Llamas partnereként. 2012-ben főszerepet játszott a La mujer de Judas című telenovellában Anette Michel, Víctor González, Géraldine Bazán és Daniel Elbittar mellett.

## Filmográfia
- 2017 - La hija pródiga - Pamela Montejo
- 2016-2020 - A végzet asszonya (teleregény)  - Regina Sandoval (magyarhang: Kisfalvi Krisztina)
- 2015 - La Querida del Centauro - Bibiana
- 2014 - Las Bravo - Lucía Barbosa
- 2013 - Láncra vert szerelem (teleregény) - Olga Ramírez (magyarhang: Győrffy Laura)
- 2012 - La mujer de Judas - Natalia Leal/Natalia Castellanos Del Toro
- 2011 - A cada quien su santo - Antes que caiga la noche
- 2010 - Lo que callamos las mujeres - En mi mentira
- 2010 - A cada quien su santo - El santo del almendro
- 2010 - Prófugas del destino - Beatriz Torres "Betty"/Sor María
- 2009 - Mujer comprada - Angélica Valdez
- 2009 - Secretos del alma
- 2008 - Pobre rico... pobre - Ingrid Peláez